# Groupe archimédien
Un groupe archimédien est, en algèbre générale, un groupe totalement ordonné vérifiant la propriété d'Archimède, à savoir: pour toute paire d'éléments positifs du groupe, on peut majorer l'un par un multiple entier de l'autre.
Par exemple, l'ensemble R des nombres réels muni de l'addition et de la relation d'ordre usuelle est un groupe archimédien. Le terme d'archimédien, popularisé par le mathématicien Otto Stolz, fait référence au mathématicien grec Archimède qui énonce cette propriété dans ses travaux.

## Définition
Soit un groupe (G, +, ≤) noté additivement et totalement ordonné, c'est-à-dire que
- (G, +) vérifie les axiomes d'un groupe : G est un ensemble non vide, la loi de composition sur G notée + est associative, possède un élément neutre noté 0 et chaque élément x possède un symétrique noté -x.
- (G, ≤) est un ensemble totalement ordonné : ≤ est une relation d'ordre sur G et cet ordre est total, c'est-à-dire qu'on peut toujours comparer deux éléments entre eux.
- Enfin, la relation d'ordre ≤ est compatible avec la loi + :  si x et y  sont deux éléments de G tels que  x ≤ y, alors pour tout z, x + z ≤ y + z et z + x ≤ z + y.

De plus, dans un groupe additif, on note na une addition de n copies de a :
{\displaystyle n\cdot a=\underbrace {a+a+\ldots +a} _{n{\text{ fois}}}.}
Le groupe G est dit archimédien s'il satisfait la propriété d'Archimède : pour tout couple a et b d'éléments de G supérieurs à 0, il est possible de trouver un nombre entier naturel n  tel que b ≤ na.
De manière équivalente, un groupe totalement ordonné est archimédien si et seulement si aucun de ses sous-groupes cycliques n'est borné. Cela découle directement de la définition : la propriété d'Archimède pour le couple (a,b) implique que le sous-groupe cyclique engendré par a n'est pas borné par b.

## Exemples et contre-exemples

### Exemples de groupes archimédiens
L'ensemble Z des nombres entiers relatifs, l'ensemble Q des nombres rationnels, ou l'ensemble R des nombres réels, munis de l'opération d'addition et de l'ordre usuel (≤), sont des groupes archimédiens. Tout sous-groupe d'un groupe archimédien est lui-même archimédien. Il en découle que tous les sous-groupes desdits groupes, tels que le groupe additif des nombres pairs ou des rationnels dyadiques, sont aussi archimédiens.
Réciproquement, tout groupe archimédien est isomorphe (en tant que groupe ordonné) à un sous-groupe des nombres réels,,. Par conséquent, tout groupe archimédien est un groupe abélien : c'est-à-dire que sa loi de composition est nécessairement commutative.

### Contre-exemples: groupes non-archimédiens
Par définition, les groupes ne pouvant pas être munis d'une relation d'ordre total compatible avec la loi de composition du groupe ne peuvent être archimédiens. C'est le cas par exemple des groupes finis, ou des nombres p-adiques. 
Il existe également des groupes totalement ordonnés mais non-archimédiens. Par exemple, soit le groupe ordonné (R2, +, ≤) constitué de l'ensemble des points du plan euclidien R2, représentés par leurs coordonnées cartésiennes, muni de l'addition usuelle et de l'ordre lexicographique. Autrement dit, si a = (u , v) et b = (x , y), alors a + b = (u + x , v + y), et a ≤ b si et seulement si, soit u < x, soit u = x et v ≤ y.
Ce groupe est bien un groupe totalement ordonné, mais il n'est pas archimédien. Pour le voir, on considère les éléments a = (0, 1) et b = (1, 0), tous deux supérieurs à l'élément zéro du groupe, le point de coordonnées (0, 0). Pour tout entier naturel n, on a na = (0, n), mais, dans l'ordre lexicographique, (0, n) sera toujours inférieur à b = (1, 0). Il n'y a donc aucun n qui puisse satisfaire la propriété d'Archimède pour a et b.
Ce groupe non-archimédien peut être vu comme le groupe additif des paires constituées d'un nombre réel et d'un infinitésimal {\displaystyle (x,y)=x+y\epsilon ,} où {\displaystyle \epsilon } est une unité infinitésimale : {\displaystyle \epsilon >0} mais {\displaystyle \epsilon <x} pour tout nombre réel positif {\displaystyle x>0}. En fait, l'analyse non standard repose en grande partie sur l'étude des groupes ordonnés (et plus généralement des corps ordonnés) non-archimédiens, par exemple, les nombres hyperréels et les nombres surréels.
D'après le théorème de plongement de Hahn, un groupe totalement ordonné non-archimédien ne peut pas être plongé dans R ; mais peut toujours être plongé dans une puissance de R muni de l'ordre lexicographique; l'exemple ci-dessus illustre le cas de R2).

## Propriété de coupure
Tout groupe archimédien possède une propriété de coupure : pour toute coupure de Dedekind du groupe, et pour tout élément ε > 0, il existe un autre élément x appartenant à la partie inférieure de la coupure tel que x + ε soit du côté supérieur de la coupure.
Cependant, cette propriété n'est pas suffisante pour caractériser les groupes archimédiens : il existe des groupes ordonnés non archimédiens qui vérifient aussi cette propriété. En revanche, tout groupe vérifiant la propriété de coupure ci-dessus est nécessairement abélien.

## Généralisations
La propriété d'Archimède peut être généralisée aux monoïdes. Par exemple, l'ensemble des nombres entiers naturels N, l'ensemble des nombres rationnels positifs Q+ et l'ensemble des nombres réels positifs R+ munis de l'addition et de l'ordre usuel sont des monoïdes archimédiens. À l'instar des groupes, on peut montrer que les monoïdes archimédiens sont commutatifs.